# Legge criminale
Legge criminale (Criminal Law) è un film del 1988 diretto da Martin Campbell.

## Trama
Ben Chase è un giovane e brillante avvocato che fa assolvere Martin Thiel, un ricco adolescente, dall'accusa di aver stuprato e ucciso una ragazza. La difesa riesce a confutare la testimone oculare e a convincere la giuria a prosciogliere l'imputato. Tuttavia alcuni giorni dopo avviene un delitto molto simile e l'avvocato teme di aver fatto liberare un pericoloso maniaco, visto che le sue ipotesi sono confermate dalle stesse ammissioni del suo assistito. Il professionista riesce a farsi affidare nuovamente la difesa, dato che il suo cliente è nuovamente sospettato degli omicidi, e in questo modo spera di poterlo incastrare e consegnarlo alla polizia dopo aver raccolto prove schiaccianti.

## Produzione
Il film è stato prodotto dalla Hemdale e dalla Northwood Productions. I costumi sono della Ya Ya's Ltd., il catering è stato fornito dalla Marni & Rob, la David Novek & Associates si è occupata della pubblicità, e la Damson Studios ha ideato il titolo per la pellicola. Le scene sono state girate dal 10 agosto al 9 ottobre 1987 completamente in Canada, più precisamente a Montréal, Westmount, e Québec City, luoghi tutti situati nella provincia di Québec.

## Tagline
La tagline per il film è la seguente:
- A killer is back on the streets. The only one who can stop him is the lawyer who set him free.
  - Un killer è tornato sulle strade. L'unico che può fermarlo è l'avvocato che lo ha liberato.

## Distribuzione
Il film è stato presentato in Canada il 15 settembre 1988 al Toronto International Film Festival e distribuito nei cinema del paese il 28 aprile 1989 dalla Cineplex Odeon Films ; negli Stati Uniti l'11 novembre 1988 in maniera limitata e il 28 aprile dell'anno successivo in versione estesa dalla Hemdale; in Danimarca il 30 giugno 1989 con il nome Mord i regnen; in Svezia il 28 luglio dalla Tower Vision Film come Criminal Law; in Italia il 24 agosto; in Portogallo il 15 settembre come Assassinato à Chuva; in Corea del Sud il 18 ottobre; in Germania Ovest il 30 novembre come Der Frauenmörder; in Francia l'8 dicembre dalla 20th Century Fox come La loi criminelle ; nel Regno Unito il 16 novembre 1990, e nei Paesi Bassi il 21 dicembre.

### Divieto
La pellicola è stata vietata ai minori di 12 anni in Francia; minori di 13 nel Québec; 15 in Corea del Sud e Svezia; 16 in Islanda, Paesi Bassi, Portogallo, e Germania Ovest. Censura più severa ad Ontario e negli Stati Uniti, dove fu valutato dalla Motion Picture Association of America (MPAA) R (restricted), ovvero vietato ai minori di 17 anni non accompagnati dai genitori, ma soprattutto in Regno Unito, dove fu vietato ai minori di anni 18.

## Accoglienza
Il film nel primo week-end di apertura in patria incassa 2636091 $, mentre il guadagno totale ammonta a circa 9974446 $. Su IMDb riceve un punteggio di 5.9/10,, su MYmovies 2.50/5., mentre su Filmtv 7.1/10.

## Curiosità
- In questo film l'avvocato Ben Chase è un grande appassionato di racquetball e nelle pause di lavoro scarica tutta la sua aggressività nel gioco; il regista fa un mix tra le scene mentre colpisce la palla e mentre consuma un rapporto sessuale.

## Riconoscimenti
- MystFest - Festival internazionale del giallo e del mistero 1989[13]
  - Miglior film per Martin Campbell